# Klamatowie

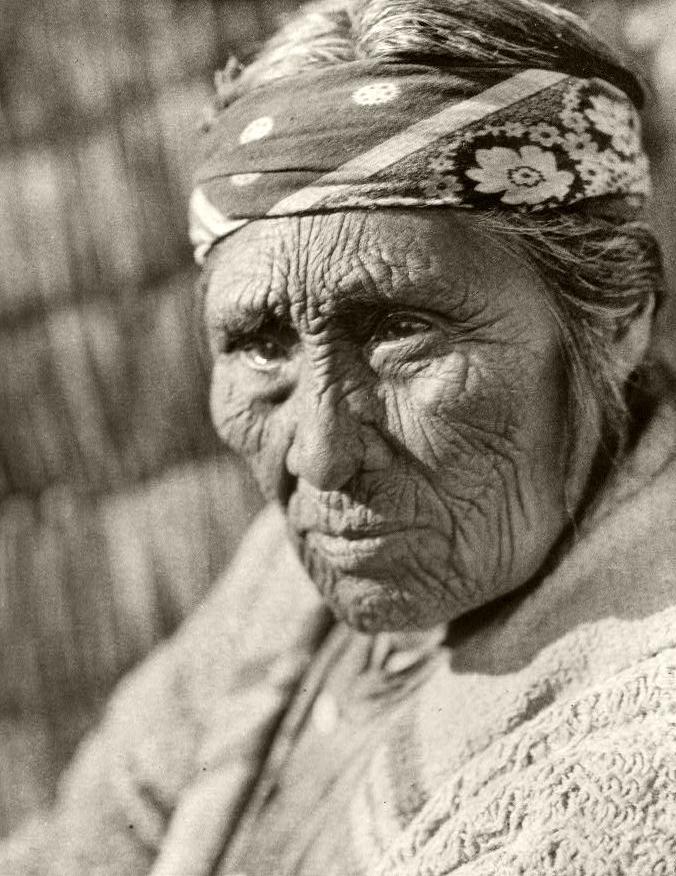
Starsza kobieta Klamath, 1924

Klamatowie (ang. Klamath) – plemię Indian Ameryki Północnej zamieszkujący południowo-zachodnie obszary dzisiejszego stanu Oregon, blisko spokrewnieni z plemieniem Modoków. Klamatów nazywano „Ludem Jezior”, ponieważ ich główna wioska znajdowała się nad jeziorem Upper Klamath Lake. Sąsiedzi uważali ich za ludzi odważnych, ale – w odróżnieniu od swych pobratymców Modoków – zawsze byli pokojowo nastawieni wobec białych. Nie brali udziału w znanej z okrucieństw popełnianych przez obie strony wojnie Modoków (1872–1873). Uważa się, że przyczyną opuszczenia przez część Modoków wspólnie zamieszkiwanego rezerwatu (i w konsekwencji wojny), była pogarda okazywana Modokom przez Klamatów, uważających siebie za „cywilizowanych Indian”.